# خربا روما
خربا روما (بالعبرية: חורבת רומה)، (بالإنجليزية: roma ruins)‏، هي بلدة رومانية تقع في سهل البطوف، تعود إلى فترة حكم الامبراطورية الرومانية في أرض فلسطين.